# Милица Вучетић
Милица Вучетић — Трепуша (Јежевица, код Чачка, 21. јануар 1920 — Прислоница, код Чачка, 21. јануар 1944) била је учитељица, учесница Народноослободилачке борбе и народни херој Југославије.

## Биографија
Потиче из учитељске породице. Основну школу је завршила у Јежевици, а нижу гимназију у Чачку. После завршене Учитељске школе у Крагујевцу, 1939. године, у којој је постала члан Савеза комунистичке омладине Југославије (СКОЈ), постављена је за учитеља основне школе у селу Трнави. Исте године примљена је у чланство Комунистичке партије Југославије (КПЈ).
Одмах по доласку у село, Милица развија разноврстан културно-просветни и политички рад у школи и ван ње. Посебну борбу је водила против застарелих схватања о жени, њеном положају у кући и друштву. Обилазила је сеоске куће и сељанкама говорила о неговању деце, хигијени, одржавању и унапређивању домаћинства и о правном и друштвеном положају жене са села. Због тога је постала врло популарна у Трнави, али и у суседним селима — Виљуши, Бањици, Атеници, Вапи и Јежевици.
После Априлског рата и окупације Краљевине Југославије активно је учествовала у припремама устанка. Њој припадају велике заслуге за масовни одзив жена у току устанка и за време Народноослободилачког рата (НОР). Када је маја 1941. године формиран Срески комитет СКОЈ-а за трнавски срез, Милица је је изабрана за секретара. Учествовала је на Окружној конференцији КПЈ за Чачак, у ослобођеном Чачку, 23. и 24. новембра 1941. године, на којој је изабрана за члана Окружног комитета КПЈ.
После повлачења партизанских снага у Босну, остала је, по задатку Партије, на позадинском раду. До августа 1942. била је секретар партијског руководства за срез драгачевски, а затим је пребачена на рад у трнавски срез, 1943. године је постала члан Среског комитета КПЈ. Због њене велике партијске активности, била је непрестано прогањана од стране четника и Српске државне страже.
У веома тешким условима илегалног рада, Милица је успевала да изврши све партијске задатке. Често је успевала да прерушена у сељанку илегално уђе у Чачак и ступи у везу са партијском организацијом. Погинула је 21. јануара 1944. године, на свој 24. рођендан, кад је приликом извршења партијског задатка са још двојицом другова упала у четничку заседу. Да не би жива пала непријатељу у руке, извршила је самоубиство.
Указом председника ФНР Југославије Јосипа Броза Тита, 27. новембра 1953. године проглашена је за народног хероја Југославије.
- Биста Милице Вучетић у Слатини код Чачка